# Dialetto carpigiano
Il dialetto carpigiano (nome nativo dialèt carpśàn) è una varietà della lingua emiliana e, più specificamente, del dialetto modenese. È parlato, con qualche sotto-variante, nelle località della bassa pianura a ovest del fiume Secchia, ossia nel circondario di Carpi. È ancora molto diffuso nelle campagne novesi, dove assume un'importanza significativa.

## Caratteristiche
Il carpigiano è più simile al modenese rispetto al mirandolese, in particolar modo per quanto riguarda il vocalismo, decisamente evoluto rispetto a quello originario del Latino Volgare:
- la A lunga palatalizza: mèr, sèl, andèr (mare, sale, andare); tale passaggio non si verifica in contesto nasale: funtana, can, bagn (fontana, cane, bagno)
- c'è l'apertura di e-o brevi in [ɛ - ɔ]:  pèss, strètta, ròtt, biònnd (pesce, stretta, rotto, biondo)
- ci sono i dittonghi antenasali [ɛi - ɔu]: bèin, vèint, mòunt, pasiòun (bene, vento, monte, passione)

Tra le principali differenze rispetto al modenese si possono annoverare:
- l'assenza di dittongazione nelle terminazioni -in, -un, -ina, -una: galina, lin, luna anziché galèina, lèin, lónna (gallina, lino, luna)
- la presenza della più comune vocale [ɔ] al posto della [ʌ] modenese: ròss, dònna, a cgnòss anziché ràss, dànna, a cgnàss (rosso, donna, conosco)
- il mancato abbassamento di [i-u] brevi: dritt, tutt anziché drétt, tótt (dritto, tutto)
- il passaggio [θ>s]: sèinsa, mèrs anziché sèinza, mèrz (senza, marzo)
- la perdita del passato remoto

## Ortografia

### Vocali
Come tutti i dialetti emiliani, il carpigiano presenta molte più vocali rispetto all'italiano. Non esiste una convenzione che ne regoli la scrittura, le vocali lunghe sono segnalate dall'accento circonflesso (^), che ne allunga la durata. Nel dialetto scritto, le vocali non accentate si leggono come in italiano.
- à - come in italiano (es. àqua, "acqua")
- â - a lunga (es. fât, "fatto")
- è - come in italiano (es. Chèrp, "Carpi")
- é - come in italiano (es. méno, "meno")
- ê - e lunga (aperta: es. andê, "andato"; o chiusa: es. drê, "dietro")
- ì - come in italiano (es. gnìnta, "niente")
- î - ì lunga (es vlîv, "volete")
- ò - come in italiano (es nòm, "nome")
- ó - come l'italiano forse (es. fóren, "forno")
- ô - o lunga (aperta: es. piôc', "pidocchio"; o chiusa: es. fiôl, "figlio")
- ù - come in italiano (es. tùt, "tutto")
- û - ù lunga (es. chersû, "cresciuto")

### Consonanti
In linea di massima si usano tutte le consonanti adoperate in italiano, con la stessa grafia, seppure con qualche modifica.
A fine parola:
- c'	come la c di cera (es. fnòc', "finocchio")
- ch	come la c di cane (es. pórch, "maiale")
- gcome la g di gelato (es. mâg, "maggio")
- gh	come la g di gatto (es. côgh, "cuoco")

La j assume il compito della i intervocalica, come nell'italiano cuoio. Tuttavia, per analogia fonetica può essere sostituita dalla vocale î.

### Esempi
Trasposizione del Padre Nostro:
Pèder noster
ch' et sî in dal ciêl
ch'a sia bendètt al tô nòm.
Ch'a vèggna al tô règn,
ch'a vèggna fât quel te vô.
acsè in ciêl, acsè in tèra.
Das incô al noster pân quotidiàn,
e scanžela i nòster débit
cmè nuèter a i scanžlòmm ai nòster debitôr.
E an purtères brisa in tentasiòun,
ma tìnes luntân dal mêl.
Amen.